# Калиня
Калиня (укр. Калиня) — село в Каменец-Подольском районе Хмельницкой области Украины.
Население по переписи 2001 года составляло 376 человек. Почтовый индекс — 32354. Телефонный код — 3849. Занимает площадь 0,848 км².

## Местный совет
32354, Хмельницкая обл., Каменец-Подольский р-н, с. Кульчиевцы